# Франческо Джустиниано ди Гарибальдо
Франческо Джустиниано ди Гарибальдо (итал. Francesco Giustiniani Garibaldo; 1336, Генуя — 1408, Генуя) — дож Генуэзской республики.

## Биография
Профессиональный торговец, Гарибальдо родился в Генуе около 1336 года. С юности он связал свою жизнь с коммерческой деятельностью своей семьи, которая вела активную торговлю с Хиосом и Востоком.

## Правление
Франческо был избран дожем 16 июля 1393 года после того, как его предшественник, Клементе ди Промонторио, был вынужден уйти в отставку после всего одного дня на должности. Залогом такого взлета стал умеренный характер Гарибальдо, устроивший все фракции знати и народа. Однако и сам Франческо оставался в должности только две недели, пока изгнанные семейство Монтальдо не возвратилось и Антонио Монтальдо был избран новым дожем.
Покину Дворец дожей, он вернулся к управлению семейным бизнесом. Тем не менее, в более поздние годы он работал на посту мэра Савоны.
Гарибальдо умер в Генуе около 1408 года и был похоронен в церкви Сан-Франческо-де-Альбаро.